# Вильнёв, Жак
Жак Жозе́ф Шарль Вильнёв (фр. Jacques Joseph Charles Villeneuve; 9 апреля 1971, Сен-Жан-сюр-Ришелье, Квебек) — канадский автогонщик. Чемпион серии Индикар (1995) и Формулы-1 (1997). Единственный в истории канадец, выигравший чемпионат мира в классе Формулы-1. Сын гонщика Жиля Вильнёва (1950—1982).

## Биография
Родился в Квебеке, в семье, тесно связанной с автоспортом. Пошёл по стопам отца Жиля Вильнева и дяди Жака Вильнёва-старшего, в честь которого был назван.
Учился в частной швейцарской школе «Beau Soleil». В отличие от большинства гонщиков, ни разу не принимал участие в соревнованиях по картингу. В 11-летнем возрасте потерял отца, погибшего в аварии во время квалификации Гран-при Бельгии 1982 года.
Окончил автогоночную школу Джима Рассела в Мон-Трамблане. В 1986 году дебютировал в чемпионате Формулы-Форд. Несколько лет выступал в чемпионате Формулы-3 в Италии и Японии, и в «Атлантической серии Тойота», где одержал ряд побед.

### Личная жизнь
Встречался со студенткой Монреальского колледжа Sandrine Gros d’Aillon, австралийской поп-певицей Данни Миноуг, американской балериной Эллен Грин. В мае 2006 года женился на парижанке Джоанне Мартинес, у них двое сыновей — Жюль (род. 14 ноября 2006) и Йоаким (род. 23 декабря 2007). Развелись в июне 2009 года. В июне 2012 года Вильнёв женился на бразильянке Камилле Андреа Лопес Лильо, у них также двое сыновей — Бенджамин и Анри. Следующая девушка Вильнёва Джулия Марра 27 января 2022 года родила сына Жиля, 27 мая 2023 — дочь Оливию.

## Индикар
В 1994 году дебютировал в чемпионате «Индикар». Пройдя четвертую квалификацию на своем первом этапе "Индианаполис 500", Вильнев финишировал вторым, получив награду "Новичок года в Индианаполисе 500" .
На следующий год в составе Green Racing стал чемпионом серии, одержав серию убедительных побед, в том числе на знаменитой Инди-500. Победа в Индианаполисе была одержана несмотря на штраф в два круга: канадец сумел отыграть даже такое отставание.
Вильнёв стал последним чемпионом объединённого «Индикара» перед его расколом на Champ Car и Indy Racing League.

## «Формула-1»

### Williams
Вильнев покинул покорённый чемпионат после приглашения от Фрэнка Уильямса. Он дебютировал за команду «Уильямс» на Гран-при Австралии 1996 года, где сразу завоевал поул и едва не одержал победу, но из-за механической поломки коробки передач смог финишировать лишь вторым. Свой дебютный чемпионат закончил вице-чемпионом, одержав четыре победы и уступив только своему партнёру Деймону Хиллу. Это лучший дебют в истории Ф-1, который не удавалось превзойти никому, и лишь через одиннадцать лет это достижение повторил Льюис Хэмилтон. Также канадец показал отличную стабильность для дебютанта, по итогам сезона он стал лучшим по количеству пройденных кругов (937) и километров дистанции (4493,56).
На следующий год Хилл был уволен из Williams и заменен на Хайнца-Харальда Френтцена, а Вильнев стал первым пилотом команды. Сезон 1997 года прошёл в плотной борьбе с Михаэлем Шумахером и Ferrari, закончившейся скандальным Гран-при Европы 1997 года, где Шумахер протаранил Вильнёва. Манёвр вышел неудачным: Шумахер вылетел и застрял в гравийной ловушке, а Вильнёв все же сумел добраться до финиша третьим, уступив только пилотам «Макларена» Дэвиду Култхарду и Мике Хаккинену и тем самым обеспечив себе чемпионство. Шумахер был сурово наказан лишением всех очков за 1997 год, титула вице-чемпиона мира, и исключением из итогового протокола.
В дальнейшем «Уильямс» не смог продлить сотрудничество с Renault и был вынужден пользоваться устаревшей моделью их двигателя, выпускаемой компанией Supertec Флавио Бриаторе. Команда откатилась на третье место, которое далось ей в трудной борьбе с Jordan и Benetton, Вильнев лишь дважды финишировал на подиуме. Разочарованные этими результатами, Вильнёв и Френтцен покинули команду по окончании сезона 1998.

### BAR
Вместе со своим менеджером Крэйгом Поллоком, конструктором Эдрианом Рейнардом и Риком Горном Вильнев стал сооснователем команды British-American Racing (BAR). Команда была создана на базе команды «Тиррелл» на деньги табачного концерна British American Tobacco, и Вильнёв купил пакет её акций. Первый сезон новой команды был провальным: команда не набрала ни одного очка, а Вильнев доехал до финиша всего в четырёх гонках из шестнадцати.
В последующие сезоны БАР сменил производителя двигателей с Supertec на Honda, и это позволило значительно улучшить результаты: Вильневу дважды удалось подняться на подиум в 2001 году. Однако по мере роста запрета на табачную рекламу доля BAT и влияние Крэйга Поллока в команде сокращались, а влияние «Хонды» — росло. В результате смены руководства в команде Вильнев потерял позицию «первого пилота», которую занял молодой англичанин Дженсон Баттон. Новый начальник БАР, Дэвид Ричардс, был недоволен результатами экс-чемпиона, получавшего зарплату в 19 млн долларов. БАР отказался продлевать контракт с Вильнёвом, и тот покинул команду в 2003 году, ещё до истечения прежнего контракта.

### Последние годы
В 2004 году Вильнёв провёл всего три гонки за команду Рено, заменяя Ярно Трулли. На следующий год присоединился к команде «Заубер», вскоре превратившейся в официальную гоночную команду BMW. Однако в их составе не одержал побед, и часто уступал своему партнёру Нику Хайдфельду. После аварии на Гран-при Германии, где Вильнев получил небольшую травму, руководство BMW заменило его на поляка Роберта Кубицу.
С 2007 года Вильнёв не был заявлен ни за одну из команд, хотя и не объявлял публично о прекращении своей формульной карьеры. Вел переговоры о возможности выступления за команду US F1, хотя официально это никто не подтверждал, но команда на старт сезона не вышла.
Таким образом, после своего чемпионского сезона Вильнёв провел достаточно долгую карьеру в Ф-1, но ни разу больше не поднимался выше третьего места в гонках.

## Кузовные серии
В 2007 Вильнёв принял участие в гонке «24 часа Ле-Мана» за команду «Пежо», чтобы, по выражению его менеджера Крэйга Поллока, «установить мировой рекорд по количеству выигранных гоночных серий». Экипаж Вильнёва шёл на втором месте, когда вынужден был сойти с дистанции из-за технических проблем.
В 2008 году канадец снова принимает участие в «24 часа Ле-Мана», в экипаже с Марком Жене и Николя Минасяном. Экипаж Вильнёва претендовал на победу, но погодные условия вмешались в ход гонки, ночью пошёл дождь. «Пежо» теряли очень много на круге по сравнению с конкурентами, и утром от преимущества над Ауди не осталось и следа. Ближе к финишу все же удалось сократить отрыв от Ауди, но этого оказалось недостаточно. Экипаж Вильнёва занял второе место.
Параллельно Жак сделал несколько стартов в серии Nascar. Большого количества очков Вильнёв не набрал (хотя несколько раз лидировал в гонках) и впоследствии из-за отсутствия спонсоров прекратил выступления в этой серии.

## После окончания карьеры
Нёс олимпийский флаг на церемонии открытия Зимних Олимпийских игр 2010 года в Ванкувере.

## Результаты выступлений

### Общая статистика
| Сезон   | Серия                                   | Команда                                 | Гонки      | Победы     | Поулы      | Очки       | Место      |
| ------- | --------------------------------------- | --------------------------------------- | ---------- | ---------- | ---------- | ---------- | ---------- |
| 1989    | Итальянская Формула-3                   | Prema Racing                            | 6          | 0          | 0          | 0          | —          |
| 1990    | Итальянская Формула-3                   | Prema Racing                            | 12         | 0          | 0          | 10         | 13         |
| 1991    | Итальянская Формула-3                   | Prema Racing                            | 11         | 0          | 3          | 20         | 6          |
| 1992    | All-Japan Formula Three Championship    | TOM'S                                   | 11         | 3          | 2          | 45         | 2          |
| 1992    | All-Japan Sports Prototype Championship | Toyota Team TOM'S                       | 1          | 0          | 0          | N/A        | NC         |
| 1992    | Toyota Atlantic Championship            | Comprep/Player’s                        | 1          | 0          | 0          | 14         | 28         |
| 1993    | Toyota Atlantic Championship            | Forsythe/Green Racing                   | 15         | 5          | 7          | 185        | 3          |
| 1993    | Гран-при Макао                          | March Racing                            | 1          | 0          | 0          | N/A        | NC         |
| 1994    | PPG Indy Car World Series               | Forsythe/Green Racing                   | 15         | 1          | 0          | 94         | 6          |
| 1995    | PPG Indy Car World Series               | Team Green                              | 17         | 4          | 6          | 172        | 1          |
| 1996    | Формула-1                               | Rothmans Williams Renault               | 16         | 4          | 3          | 78         | 2          |
| 1997    | Формула-1                               | Rothmans Williams Renault               | 17         | 7          | 10         | 81         | 1          |
| 1998    | Формула-1                               | Winfield Williams                       | 16         | 0          | 0          | 21         | 5          |
| 1999    | Формула-1                               | British American Racing                 | 16         | 0          | 0          | 0          | 21         |
| 2000    | Формула-1                               | Lucky Strike BAR Honda                  | 17         | 0          | 0          | 17         | 7          |
| 2001    | Формула-1                               | Lucky Strike BAR Honda                  | 17         | 0          | 0          | 12         | 7          |
| 2002    | Формула-1                               | Lucky Strike BAR Honda                  | 17         | 0          | 0          | 4          | 12         |
| 2003    | Формула-1                               | Lucky Strike BAR Honda                  | 14         | 0          | 0          | 6          | 16         |
| 2004    | Формула-1                               | Mild Seven Renault F1 Team              | 3          | 0          | 0          | 0          | 21         |
| 2005    | Формула-1                               | Sauber Petronas                         | 18         | 0          | 0          | 9          | 14         |
| 2006    | Формула-1                               | BMW Sauber F1 Team                      | 12         | 0          | 0          | 7          | 15         |
| 2007    | NASCAR Nextel Cup Series                | Bill Davis Racing Toyota                | 2          | 0          | 0          | 140        | 60         |
| 2007    | NASCAR Craftsman Truck Series           | Bill Davis Racing Toyota                | 7          | 0          | 0          | 615        | 59         |
| 2007    | 24 часа Ле-Мана                         | Team Peugeot Total                      | 1          | 0          | 0          | N/A        | NC         |
| 2008    | NASCAR Nationwide Series                | Braun Racing Toyota                     | 1          | 0          | 0          | 120        | 111        |
| 2008    | SpeedCar Series                         | Speedcar Team                           | 4          | 0          | 0          | 3          | 13         |
| 2008    | Серия Ле-Ман                            | Team Peugeot Total                      | 1          | 1          | 0          | 10         | 9          |
| 2008    | 24 часа Ле-Мана                         | Team Peugeot Total                      | 1          | 0          | 0          | N/A        | 2          |
| 2008    | Top Race V6                             | Oro Racing Team                         | 1          | 0          | 0          | 0          | NC         |
| 2008-09 | SpeedCar Series                         | Durango                                 | 5          | 0          | 0          | 7          | 11         |
| 2009    | NASCAR Nationwide Series                | Braun Racing Toyota                     | 1          | 0          | 0          | 165        | 107        |
| 2009    | NASCAR Canadian Tire Series             | Jacombs Racing Ford                     | 2          | 0          | 0          | 257        | 33         |
| 2009    | Top Race V6                             |                                         | 2          | 0          | 0          | 0          | NC         |
| 2009    | FIA GT                                  | Gravity Racing International            | 1          | 0          | 0          | 0          | NC         |
| 2010    | NASCAR Sprint Cup Series                | Braun Racing Toyota                     | 1          | 0          | 0          | 76         | 69         |
| 2010    | NASCAR Nationwide Series                | Braun Racing Toyota                     | 3          | 0          | 0          | 405        | 77         |
| 2010    | V8 Supercars                            | Rod Nash Racing                         | 2          | 0          | 0          | N/A        | NC         |
| 2010    | Формула-1                               | Mercedes GP Petronas F1 Team            | Тест-пилот | Тест-пилот | Тест-пилот | Тест-пилот | Тест-пилот |
| 2011    | NASCAR Nationwide Series                | Penske Racing                           | 2          | 0          | 1          | 61         | 52         |
| 2011    | Stock Car Brasil                        | Shell V-Power Racing                    | 1          | 0          | 0          | N/A        | NC         |
| 2011    | Формула-1                               | Mercedes GP Petronas F1 Team            | Тест-пилот | Тест-пилот | Тест-пилот | Тест-пилот | Тест-пилот |
| 2012    | NASCAR Nationwide Series                | Penske Racing                           | 2          | 0          | 0          | 82         | 49         |
| 2012    | International V8 Supercars Championship | Kelly Racing                            | 6          | 0          | 0          | N/A        | NC         |
| 2013    | NASCAR Sprint Cup Series                | Phoenix Racing                          | 1          | 0          | 0          | 3          | 51         |
| 2013    | NASCAR Canadian Tire Series             | Dave Jacombs                            | 1          | 0          | 0          | 43         | 43         |
| 2014    | IndyCar Series                          | Schmidt Peterson Motorsports            | 1          | 0          | 0          | 29         | 30         |
| 2014    | Чемпионат мира по ралли-кроссу          | Albatec Racing                          | 8          | 0          | 0          | 8          | 38         |
| 2014    | NASCAR Canadian Tire Series             | Dave Jacombs                            | 1          | 0          | 0          | 20         | 54         |
| 2015    | Stock Car Brasil                        | Shell Racing                            | 1          | 0          | 0          | 0          | NC         |
| 2015-16 | Формула-E                               | Venturi Grand Prix                      | 3          | 0          | 0          | 0          | 20         |
| 2018    | Чемпионат Америки по ралли-кроссу       | Subaru Rally Team USA                   | 1          | 0          | 0          | 12         | 14         |
| 2019    | NASCAR Whelen Euro Series               | Go Fas Racing                           | 13         | 0          | 2          | 431        | 8          |
| 2019    | Porsche Carrera Cup Scandinavia         | Mtech Competition                       | 4          | 0          | 0          | 0          | NC         |
| 2020    | NASCAR Whelen Euro Series               | FEED Vict Racing                        | 4          | 0          | 0          | 104        | 21         |
| 2021    | NASCAR Whelen Euro Series               | Academy Motorsport                      | 8          | 1          | 1          | 331        | 9          |
| 2022    | NASCAR Cup Series                       | Team Hezeberg by Reaume Brothers Racing | 1          | 0          | 0          | 15         | 36         |

### Результаты выступлений в Формуле-1
| Легенда к таблице |                                                                    |
| --- | ------------------------------------------------------------------ |
| В таблице перечислены результаты всех Гран-при Формулы-1, в которых принимал участие гонщик. Строками таблицы являются сезоны, столбцами — этапы чемпионата мира. В каждой клетке указаны сокращённое название этапа и результат, дополнительно обозначенный цветом. Расшифровка обозначений и цветов представлена в нижеследующей таблице. |                                                                    |
| \| Пример \| Описание \| \| ------------ \| ------------------------------------------------------------------ \| \| 1 \| Победитель \| \| 2 \| Второе место \| \| 3 \| Третье место \| \| 5 \| Финишировал, заработав очки \| \| Сход \| Не финишировал, но при этом заработал очки \| \| 12 \| Финишировал, не получив очков \| \| НКЛ \| Финишировал, но не попал в финальную классификацию \| \| 15 \| Участвовал вне зачёта, либо по отдельной классификации \| \| 18 \| Не финишировал, но попал в финальную классификацию \| \| Сход \| Не финишировал \| \| НКВ \| Не прошёл квалификацию \| \| НПКВ \| Не прошёл предквалификацию \| \| ДСК \| Дисквалифицирован \| \| ИСК \| Исключён из протокола соревнований \| \| ТТ \| Заявлен для участия только в тренировках \| \| НС \| Участвовал в квалификации, но не стартовал в гонке \| \| Т \| Травмирован или болен \| \| ОТК \| Отказ от участия \| \| НТР \| Прибыл на соревнования, но на трассу не выезжал \| \| НПР \| Был заявлен в числе участников, но не прибыл к началу соревнований \| \| О \| Соревнования отменены \| \| \| Не участвовал \| \| Поул-позиция \| \| \| Быстрый круг \| \| |                                                                    |
| Пример | Описание                                                           |
| 1 | Победитель                                                         |
| 2 | Второе место                                                       |
| 3 | Третье место                                                       |
| 5 | Финишировал, заработав очки                                        |
| Сход | Не финишировал, но при этом заработал очки                         |
| 12 | Финишировал, не получив очков                                      |
| НКЛ | Финишировал, но не попал в финальную классификацию                 |
| 15 | Участвовал вне зачёта, либо по отдельной классификации             |
| 18 | Не финишировал, но попал в финальную классификацию                 |
| Сход | Не финишировал                                                     |
| НКВ | Не прошёл квалификацию                                             |
| НПКВ | Не прошёл предквалификацию                                         |
| ДСК | Дисквалифицирован                                                  |
| ИСК | Исключён из протокола соревнований                                 |
| ТТ | Заявлен для участия только в тренировках                           |
| НС | Участвовал в квалификации, но не стартовал в гонке                 |
| Т | Травмирован или болен                                              |
| ОТК | Отказ от участия                                                   |
| НТР | Прибыл на соревнования, но на трассу не выезжал                    |
| НПР | Был заявлен в числе участников, но не прибыл к началу соревнований |
| О | Соревнования отменены                                              |
| | Не участвовал                                                      |
| Поул-позиция |                                                                    |
| Быстрый круг |                                                                    |

| Сезон | Команда                        | Шасси            | Двигатель                  | Ш | 1        | 2        | 3        | 4        | 5        | 6        | 7        | 8        | 9        | 10       | 11       | 12       | 13       | 14       | 15       | 16       | 17       | 18     | 19     | Место | Очки |
| ----- | ------------------------------ | ---------------- | -------------------------- | - | -------- | -------- | -------- | -------- | -------- | -------- | -------- | -------- | -------- | -------- | -------- | -------- | -------- | -------- | -------- | -------- | -------- | ------ | ------ | ----- | ---- |
| 1996  | Rothmans Williams Renault      | Williams FW18    | Renault RS8 3,0 V10        | G | АВС 2    | БРА Сход | АРГ 2    | ЕВР 1    | САН 11   | МОН Сход | ИСП 3    | КАН 2    | ФРА 2    | ВЕЛ 1    | ГЕР 3    | ВЕН 1    | БЕЛ 2    | ИТА 7    | ПОР 1    | ЯПО Сход |          |        |        | 2     | 78   |
| 1997  | Rothmans Williams Renault      | Williams FW19    | Renault RS9 3,0 V10        | G | АВС Сход | БРА 1    | АРГ 1    | САН Сход | МОН Сход | ИСП 1    | КАН Сход | ФРА 4    | ВЕЛ 1    | ГЕР Сход | ВЕН 1    | БЕЛ 5    | ИТА 5    | АВТ 1    | ЛЮК 1    | ЯПО ДСК  | ЕВР 3    |        |        | 1     | 81   |
| 1998  | Winfield WilliamsF1            | Williams FW20    | Mecachrome GC37-01 3,0 V10 | G | АВС 5    | БРА 7    | АРГ Сход | САН 4    | ИСП 6    | МОН 5    | КАН 10   | ФРА 4    | ВЕЛ 7    | АВТ 6    | ГЕР 3    | ВЕН 3    | БЕЛ Сход | ИТА Сход | ЛЮК 8    | ЯПО 6    |          |        |        | 5     | 21   |
| 1999  | British American Racing        | BAR 01           | Supertec FB01 3,0 V10      | B | АВС Сход | БРА Сход | САН Сход | МОН Сход | ИСП Сход | КАН Сход | ФРА Сход | ВЕЛ Сход | АВТ Сход | ГЕР Сход | ВЕН Сход | БЕЛ 15   | ИТА 8    | ЕВР 10   | МАЛ Сход | ЯПО 9    |          |        |        | —     | 0    |
| 2000  | Lucky Strike Reynard BAR Honda | BAR 002          | Honda RA000E V10           | B | АВС 4    | БРА Сход | САН 5    | ВЕЛ 16   | ИСП Сход | ЕВР Сход | МОН 7    | КАН 15   | ФРА 4    | АВТ 4    | ГЕР 8    | ВЕН 12   | БЕЛ 7    | ИТА Сход | США 4    | ЯПО 6    | МАЛ 5    |        |        | 7     | 17   |
| 2001  | Lucky Strike Reynard BAR Honda | BAR 003          | Honda RA001E V10           | B | АВС Сход | МАЛ Сход | БРА 7    | САН Сход | ИСП 3    | АВТ 8    | МОН 4    | КАН Сход | ЕВР 9    | ФРА Сход | ВЕЛ 8    | ГЕР 3    | ВЕН 9    | БЕЛ 8    | ИТА 6    | США Сход | ЯПО 10   |        |        | 7     | 12   |
| 2002  | Lucky Strike BAR Honda         | BAR 004          | Honda RA002E V10           | B | АВС Сход | МАЛ 8    | БРА 10   | САН 7    | ИСП 7    | АВТ 10   | МОН Сход | КАН Сход | ЕВР 12   | ВЕЛ 4    | ФРА Сход | ГЕР Сход | ВЕН Сход | БЕЛ      | ИТА 9    | США 6    | ЯПО Сход |        |        | 12    | 4    |
| 2003  | Lucky Strike BAR Honda         | BAR 005          | Honda RA003E V10           | B | АВС 9    | МАЛ НС   | БРА 6    | САН Сход | ИСП Сход | АВТ 12   | МОН Сход | КАН Сход | ЕВР Сход | ФРА 9    | ВЕЛ 10   | ГЕР 9    | ВЕН Сход | ИТА 6    | США Сход | ЯПО      |          |        |        | 16    | 6    |
| 2004  | Mild Seven Renault F1 Team     | Renault R24      | Renault RS24 3,0 V10       | M | АВС      | МАЛ      | БАХ      | САН      | ИСП      | МОН      | ЕВР      | КАН      | США      | ФРА      | ВЕЛ      | ГЕР      | ВЕН      | БЕЛ      | ИТА      | КИТ 11   | ЯПО 10   | БРА 10 |        | 21    | 0    |
| 2005  | Sauber Petronas                | Sauber C24       | Petronas 05A 3,0 V10       | M | АВС 13   | МАЛ Сход | БАХ 11   | САН 4    | ИСП Сход | МОН 11   | ЕВР 13   | КАН 9    | США НС   | ФРА 8    | ВЕЛ 14   | ГЕР 15   | ВЕН Сход | ТУР 11   | ИТА 11   | БЕЛ 6    | БРА 12   | ЯПО 12 | КИТ 10 | 14    | 9    |
| 2006  | BMW Sauber F1 Team             | BMW Sauber F1.06 | BMW P86 2,4 V8             | M | БАХ Сход | МАЛ 7    | АВС 6    | САН 12   | ЕВР 8    | ИСП 12   | МОН 14   | ВЕЛ 8    | КАН Сход | США Сход | ФРА 11   | ГЕР Сход | ВЕН      | ТУР      | ИТА      | КИТ      | ЯПО      | БРА    |        | 15    | 7    |

### Результаты в серииSpeedCar

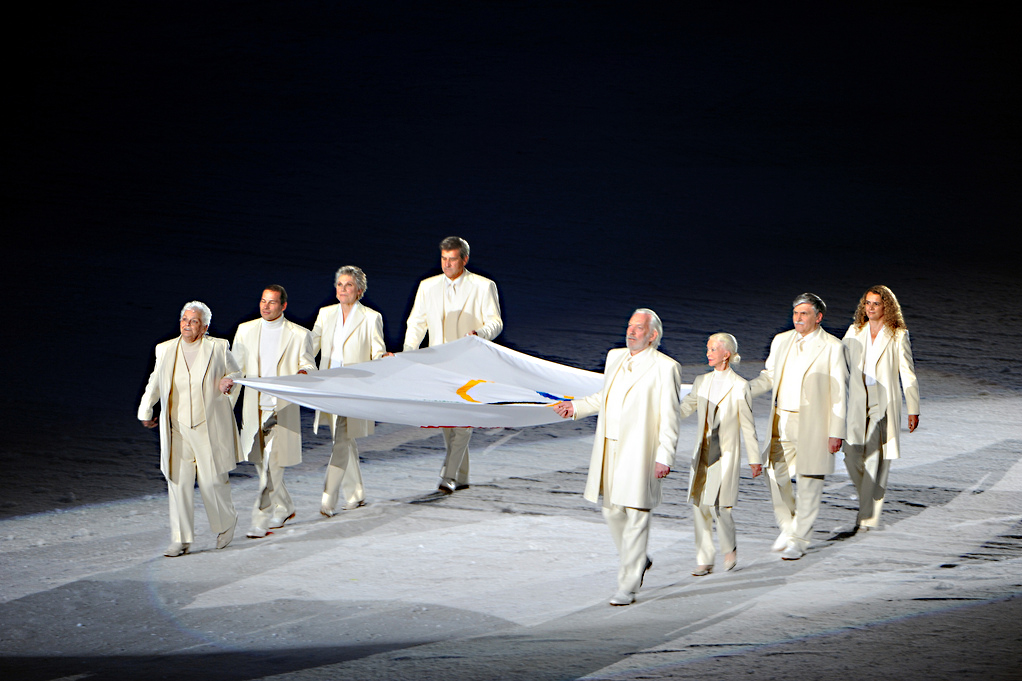
Жак Вильнёв на Церемонии открытия Зимних Олимпийских игр 2010 года в Ванкувере.

| Год       | Команда       | 1/1    | 1/2      | 2/1     | 2/2     | 3/1    | 3/2     | 4/1    | 4/2     | 5/1  | 5/2  | Место | Очки |
| --------- | ------------- | ------ | -------- | ------- | ------- | ------ | ------- | ------ | ------- | ---- | ---- | ----- | ---- |
| 2008      | SpeedCar Team | СЕН1   | СЕН2     | СЕП1    | СЕП2    | САХ1 6 | САХ2 НФ | ДУБ1 9 | ДУБ2 НФ |      |      | 14    | 3    |
| 2008/2009 | Durango       | ДУБ1 6 | ДУБ2 Отм | САХ1 10 | САХ2 НФ | ЛУС1 5 | ЛУС2 НФ | СЕП1   | СЕП2    | САХ3 | САХ4 | 11    | 7    |

### Комментарии
1. ↑  До 1990 года в зачёт чемпионата мира в гонках Формулы-1 шли не все очки, заработанные гонщиком, а лишь несколько лучших результатов (см. Система начисления очков в Формуле-1). Число вне скобок означает очки, зачтённые в чемпионате, число в скобках обозначает общее количество очков, заработанных гонщиком в сезоне.
2. 1 2  Совершил «хет-трик»: стартовал с поул-позиции, показал быстрый круг в гонке и победил.
3. ↑  Представлял собой двигатель Ferrari 055. Ставился на Ferrari F2005
4. ↑  Из-за проблем с шинами Michelin и нежелания Ferrari пойти на изменение конфигурации трассы, команды, использующие шины Michelin, отказались от участия в гонке.